# Thunnus orientalis
A Thunnus orientalis a sugarasúszójú halak (Actinopterygii) osztályának a sügéralakúak (Perciformes) rendjébe, ezen belül a makrélafélék (Scombridae) családjába tartozó faj.

## Előfordulása
A Thunnus orientalis legfőbb előfordulási területe a Csendes-óceán északi felén van. Az Ohotszki-tengertől az Alaszkai-öbölig található meg. Délfelé nyugaton a Fülöp-szigetekig és keleten Kaliforniáig és Alsó-Kaliforniáig lelhető fel. Négy alkalomkor kihalászták Ausztrália nyugati vizeiből, Pápua Új-Guinea környékéről és a Dél-Csendes-óceánból. Megfigyelések szerint, tavasszal és kora nyáron körülbelül három hónapig Új-Zéland környékére vándorol. Az észak-amerikai partoknál június és szeptember között északabbra vándorol.

## Megjelenése
Az átlagos mérete 200 centiméter, de 300 centiméteresre is megnőhet. Az eddig kifogott legnehezebb példány 450 kilogrammos volt.

## Életmódja
Ez a tonhal a nyílt óceánok lakója, azonban néha a brakkvízbe is beúszik. 1-200 méteres mélységek között él. A 27 Celsius-fokos vízhőmérsékletet kedveli. Tápláléka főleg halakból és kalmárokból áll, de étrendjét kiegészíti különböző rákokkal és azok lárváival; de ha muszáj akkor a kacslábú rákok (Cirripedia) közé tartozó Sessilia-fajokkal is beéri. A rajait, csak azonos méretű fajtársaival vagy egyéb makrélafélékkel alkotja.
Legfeljebb 15 évig él.

## Felhasználása
Ezt a tonhalat ipari mértékben halásszák. Főleg frissen vagy fagyasztva árusítják. A sporthorgászok is kedvelik. A tenyésztet tonhalak egyike.

## Képek

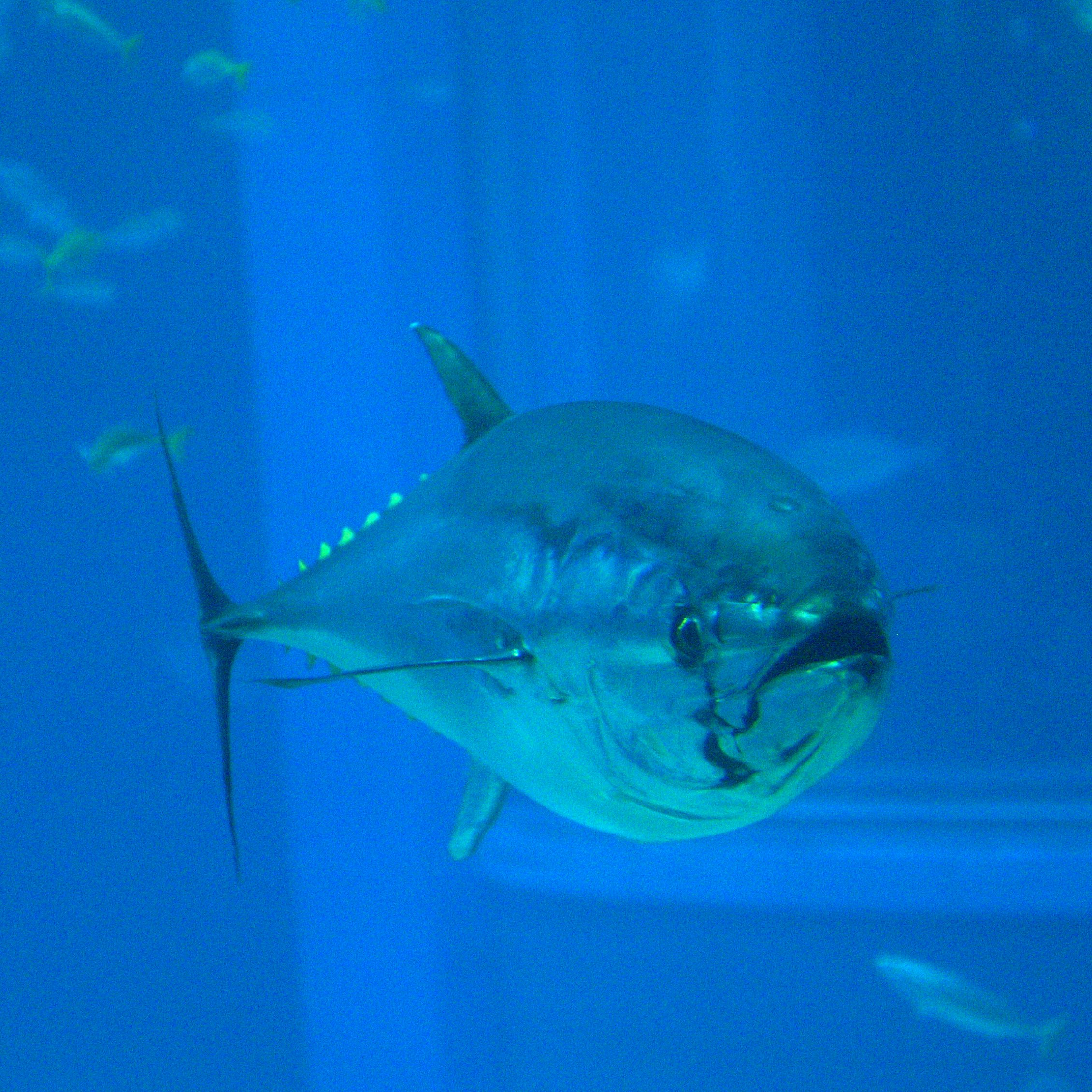
Akváriumi és
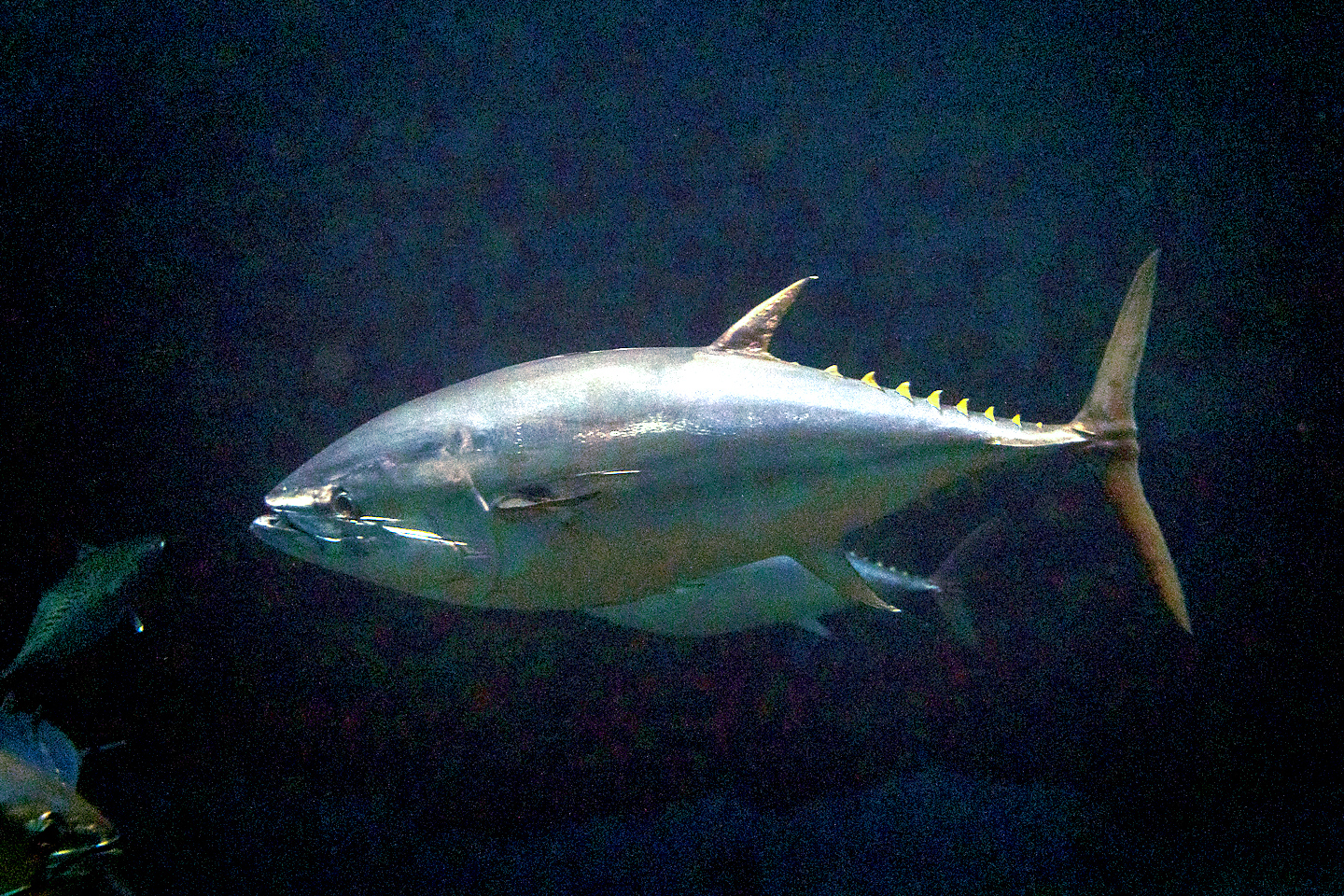
kifogott
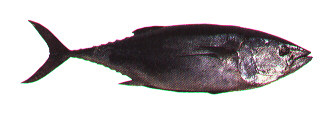
példányok
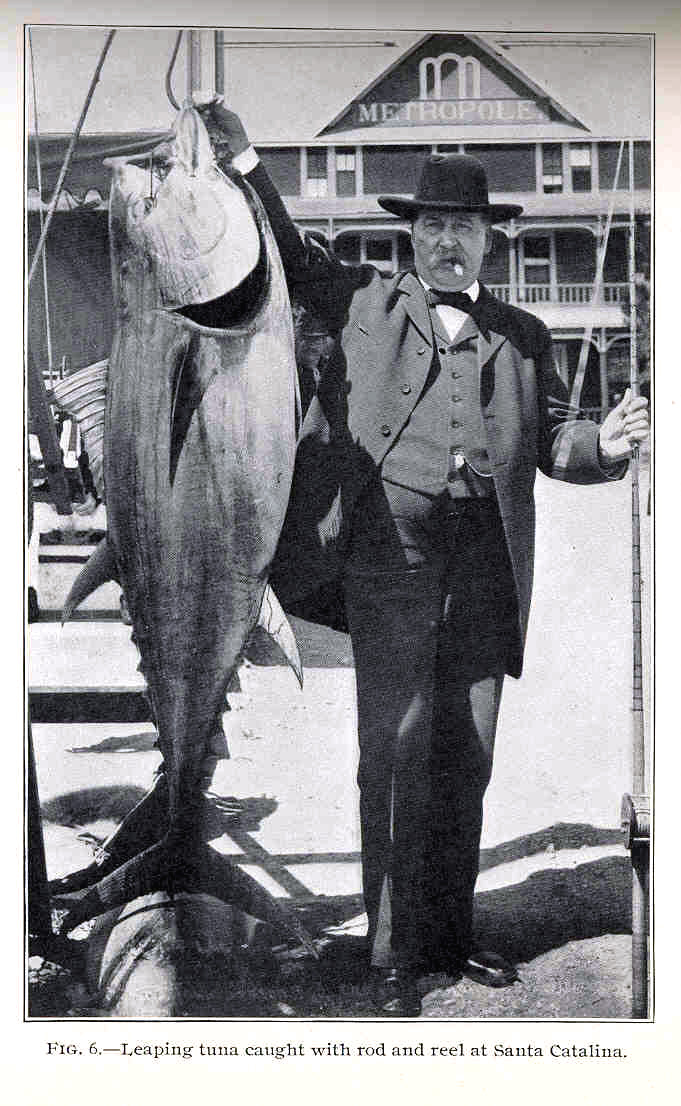
Archív
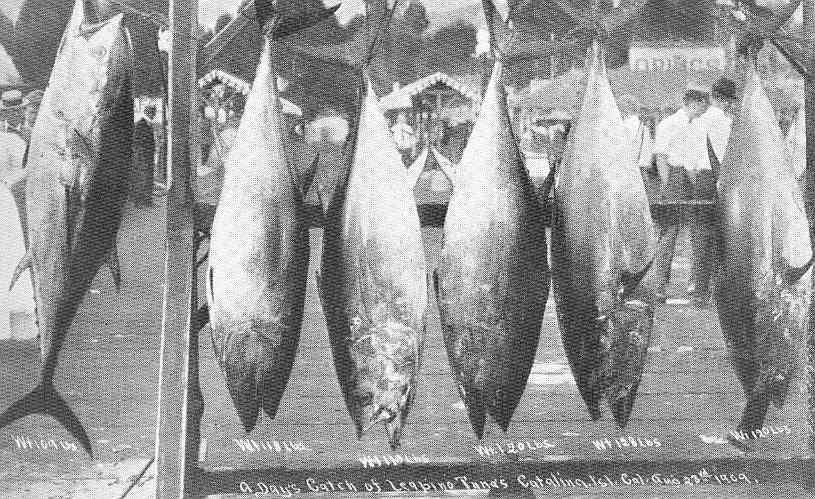
képeken